# Перемещение

Путь, расстояние и перемещение

Перемеще́ние (в кинематике) — векторная величина, описывающая изменение положения физического тела в пространстве с течением времени в выбранной системе отсчёта.
Применительно к движению материальной точки перемещением называют вектор, характеризующий это изменение. Обладает свойством аддитивности. 
Можно определить перемещение как изменение {\displaystyle \Delta \mathbf {r} } радиус-вектора точки: 
{\displaystyle \mathbf {r} _{1}-\mathbf {r} _{0}=\Delta {\mathbf {r} },}
где {\displaystyle \mathbf {r} _{0},~\mathbf {r} _{1}} — радиус-векторы её начального (в момент времени {\displaystyle t_{0}}) и конечного (в момент {\displaystyle t_{1}}) положений. Модуль вектора {\displaystyle \Delta {\mathbf {r} }} (величина {\displaystyle |\Delta {\mathbf {r} }|}) — это модуль перемещения, в Международной системе единиц (СИ) измеряется в метрах; в системе СГС — в сантиметрах.
Вместо {\displaystyle \Delta {\mathbf {r} }} для перемещения иногда используется символ {\displaystyle \mathbf {s} } (первая буква в слове итал. spostamento [перемещение]), но чаще, особенно в русскоязычных изданиях, значок {\displaystyle s} не является векторным и служит для обозначения длины пути.
Модуль перемещения совпадает с пройденным путём в том и только в том случае, если при движении направление скорости не изменяется. При этом траекторией будет отрезок прямой. В любом другом случае, например при криволинейном движении, из неравенства треугольника следует, что путь нестрого больше.
Мгновенная скорость точки определяется как предел отношения перемещения к малому промежутку времени, за которое оно совершено. Более строго:
{\displaystyle \mathbf {v} =\lim \limits _{\Delta t\to 0}{\frac {\Delta {\mathbf {r} }}{\Delta t}}={\frac {d{\mathbf {r} }}{dt}}.}
При смене системы отсчёта перемещение в общем случае изменяется, то есть инвариантом не является (даже для инерциальных систем в нерелятивистской механике).